# Montégut-Plantaurel
 Montégut-Plantaurel  là một xã ở tỉnh Ariège, thuộc vùng Occitanie ở phía tây nam nước Pháp.